# Mathijs Desmet
Mathijs Desmet (ur. 28 stycznia 2000 w Roeselare) – belgijski siatkarz, reprezentant Belgii, grający na pozycji przyjmującego.

## Sukcesy klubowe
Puchar Belgii:
- 2018, 2019, 2020, 2021

Mistrzostwo Belgii:
- 2021, 2022[8]
- 2018, 2019

Superpuchar Belgii:
- 2018[9], 2019[10]

## Sukcesy reprezentacyjne
Mistrzostwa Europy Juniorów:
- 2018